# 鈴木慎之介
鈴木 慎之介（すずき しんのすけ、1981年9月2日 - ）は、日本のエンジニアおよび実業家。株式会社カラー 執行役員 技術管理統括。プロジェクトスタジオQ代表取締役社長。福岡地域戦略推進協議会シニアフェロー。

## 概要
東京都中野区生まれ。中学生からNIFTY-Serveにてソフトウェア開発活動を開始、高校在学中にドワンゴの当時社長川上量生と出会いドワンゴにエンジニアとして入社。有給を取得し卒業式に出席。その後、プログラマー、システムエンジニア、インフラエンジニアを経験後、音楽配信サービス いろメロミックス（現dwango.jp）のシステムを立ち上げを行った。その後、実質開発総指揮としてニコニコ動画の立ち上げを行い、マネージャー、開発部長、ニコニコチャンネルプロデューサー、マルチデバイス事業部長を歴任。
2012年4月、ドワンゴのマルチデバイス事業を分社化する形で連結子会社キテラスの代表取締役社長に就任。2014年10月カドカワグループの再編に伴い、キテラスをドワンゴに吸収合併、マルチデバイス企画開発部長としてドワンゴに帰任。
2015年2月よりマルチデバイスで培ったデザインの知見を生かすため、ドワンゴのデザイン部門のトップとして、デザイン戦略室長に就任。カドカワ名称変更に伴うCI変更などを手がけた。2016年より武蔵野美術大学造形学部に在学。
2017年7月、スタジオカラー・麻生塾・ドワンゴの3社によって福岡市に設立された3DCGアニメーションスタジオ「プロジェクトスタジオQ」の技術管理統括に就任。スタジオと福岡市との連携強化のため、福岡地域戦略推進協議会シニアフェローに就任 。KADOKAWAのアドバイザーにも就任した。
2018年12月、バーチャルアニメ制作およびバーチャルキャラクターの制作マネジメント会社「リド」の制作担当取締役に就任し、リドが第一弾アニメとして手がける2019年冬のMXアニメ「バーチャルさんはみている」の制作プロデューサーに就任することも発表された。
2019年4月、本人のFacebookにて、スタジオカラー執行役員技術管理統括、ならびにプロジェクトスタジオQの取締役就任が報告された。
2024年7月、本人のFacebookにて、プロジェクトスタジオQの社長就任が報告された。

## 略歴
- 2000年2月 - 株式会社ドワンゴ入社
- 2000年3月 - 東京電機大学高等学校卒業
- 2008年10月 - 株式会社ドワンゴ研究開発部 担当部長
- 2012年1月 - 株式会社ドワンゴコンシューマーエレクトロニクス事業部長
- 2012年4月 - 株式会社キテラス設立 代表取締役社長
- 2014年9月 - 株式会社ドワンゴマルチメディア企画開発部長 (旧マルチデバイス企画開発部・キテラス吸収合併による帰任)
- 2015年2月 - 株式会社ドワンゴデザイン戦略室長
- 2017年3月 - 株式会社ドワンゴ映像制作部 副部長
- 2017年7月 - 株式会社プロジェクトスタジオQ 技術管理統括
- 2017年7月 - 福岡地域戦略推進協議会シニアフェロー (現任)
- 2017年9月 - 株式会社KADOKAWAアドバイザー
- 2018年4月 - 株式会社ドワンゴ事業戦略本部 副本部長
- 2018年12月 - 株式会社リド取締役
- 2019年4月 - 株式会社プロジェクトスタジオQ 取締役 技術管理統括
- 2019年4月 - 株式会社カラー 執行役員 技術管理統括 (現任)
- 2024年7月 - 株式会社プロジェクトスタジオQ 代表取締役社長 (現任)

## 作品

### アニメ
- バーチャルさんはみている (2018) - 制作プロデューサー
- シン・エヴァンゲリオン劇場版 (2021) - システムマネジメント
- シン・ウルトラマン (2022) - バーチャルカメラシステムマネジメント
- シン・仮面ライダー (2023) - システムマネジメント

### サービス
- いろメロミックス(現dwango.jp) (2001) - エンジニア
- ニコニコ動画 (2006) - 実質開発総指揮 (エンジニア)

### マルチデバイス
- ニコニコ動画 - マルチデバイスプロデューサー
  - ソニー・インタラクティブエンタテインメント PlayStation Vita『ニコニコ』
  - パナソニック〈ビエラ〉『ニコニコ動画＆生放送アプリ』
  - ソニー〈ブラビア〉『ニコニコ動画アプリ』
  - 任天堂 Wii U 『ニコニコ』
  - 任天堂 ニンテンドー3DS『ニコニコ』
  - 任天堂 Nintendo Switch『ニコニコ』